# Clemensia reticulata
Clemensia reticulata là một loài bướm đêm thuộc phân họ Arctiinae, họ Erebidae.